# Scaphinotus ventricosus
Scaphinotus ventricosus är en skalbaggsart som beskrevs av Pierre François Marie Auguste Dejean 1831. Scaphinotus ventricosus ingår i släktet Scaphinotus och familjen jordlöpare. Inga underarter finns listade i Catalogue of Life.